# Londontowne (Maryland)
Londontowne és una concentració de població designada pel cens dels Estats Units a l'estat de Maryland. Segons el cens del 2000 tenia 7.595 habitants.

## Demografia
Segons el cens del 2000, Londontowne tenia 7.595 habitants, 2.927 habitatges, i 2.040 famílies. La densitat de població era de 971 habitants per km².
Dels 2.927 habitatges en un 31,8% hi vivien nens de menys de 18 anys, en un 55,2% hi vivien parelles casades, en un 10,1% dones solteres, i en un 30,3% no eren unitats familiars. En el 22,9% dels habitatges hi vivien persones soles el 6,6% de les quals corresponia a persones de 65 anys o més que vivien soles. El nombre mitjà de persones vivint en cada habitatge era de 2,56 i el nombre mitjà de persones que vivien en cada família era de 3,02.
Per edats la població es repartia de la següent manera: un 23,5% tenia menys de 18 anys, un 6,7% entre 18 i 24, un 33,3% entre 25 i 44, un 25,6% de 45 a 60 i un 11% 65 anys o més.
L'edat mediana era de 38 anys. Per cada 100 dones de 18 o més anys hi havia 95,9 homes.
La renda mediana per habitatge era de 63.021 $ i la renda mediana per família de 68.190 $. Els homes tenien una renda mediana de 45.589 $ mentre que les dones 34.555 $. La renda per capita de la població era de 31.245 $. Entorn del 2,5% de les famílies i el 3,3% de la població estaven per davall del llindar de pobresa.

## Poblacions més properes
El següent diagrama mostra les poblacions més properes.